# Момина скала (филм)
Вижте пояснителната страница за други значения на Момина скала.
„Момина скала“ е български игрален филм от 1922 година, по сценарий и режисура на Борис Грежов. Оператори са Алберт Давидов и Чарл Кенеке.

## Актьорски състав
- Борис Грежов – Стоян
- Катя Стоянова – Лиляна
- Вяра Салплиева-Станева – Гюла
- Михаил Горецки – Божичко, селски кмет
- Димитър Стоянов – Тричко
- Йордан Минков – Дойчин, бащата на Тричко
- Димитър Керанов – Младен, приятел на Стоян
- Иван Станев – Асен, млад циганин
- Петко Чирпанлиев – Хюсейн, цигански старейшина